# Lovisa Gustafsson
Lovisa Gustafsson, född 26 mars 1994, är en svensk hopprepare som tävlar för Korpen Lycksele. Hon vann VM i grenen tripplar med 179 stycken 2016. 2013 blev hon trea i SM i samma gren.